# 米西埃爾

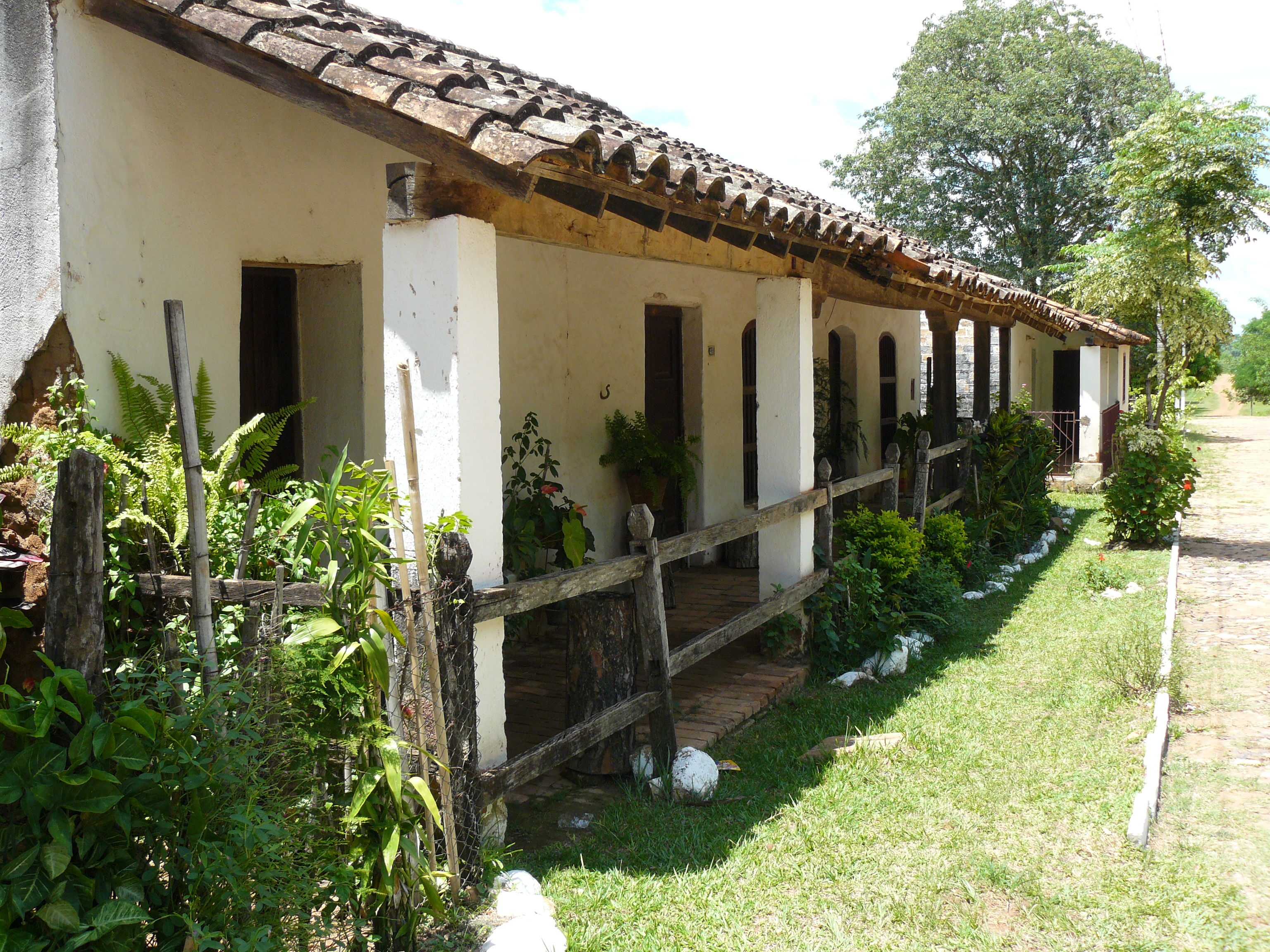

米西埃爾（西班牙語：Maciel），是巴拉圭的城鎮，位於該國東南部，由卡薩帕省負責管轄，始建於1892年12月17日，距離亞松森248公里，面積457平方公里，海拔高度107米，2002年人口3,957，人口密度每平方公里8.7人。